# 代西希霍芬
代西希霍芬是德国莱茵兰-普法尔茨州的一个市镇。总面积3.57平方公里，总人口183人，其中男性86人，女性97人（2011年12月31日），人口密度51人/平方公里。